# Боссе-Рокфор, Луи-Франсуа де
Луи-Франсуа де Боссе-Рокфор (фр. Louis-François de Bausset-Roquefort; 14 декабря 1748, Пондичерри, Французская Индия — 21 июня 1824, Париж, королевство Франция) — французский кардинал, писатель. Епископ Алеса с 25 июня 1784 по 29 ноября 1801. Кардинал-священник с 28 июля 1817 по 21 июня 1824. Член Французской академии (1816).

## Сочинения
- Histoire de Fénelon (1809) (3 тома, в редакции 1817 года 4 тома).
- Histoire de Bossuet (1814) (4 тома, 1814).